# Geghard Kloster
Geghard Kloster ( armensk: Գեղարդի վանք) er et armensk kloster i en kløft ved den øvre del af floden Azat i provinsen Kotajk. Rummene, som delvist er hugget ud i klippen, og brugen af huler er karakteristiske; Særlige egenskaber ved armensk arkitektur som gavit eller chatschkar findes også her. Klosteret er et af de vigtigste vidnesbyrd om den armenske apostolske kirke og blev medtaget på UNESCOs verdensarvsliste i 2000

## Historie
Klosteret blev grundlagt i det fjerde   århundrede, på stedet for en helligkilde i en hule der tilskrives Saint Gregory, skytshelgen for den armenske apostolske kirke. Det blev ødelagt af araberne i det 9. århundrede, så ingen bygninger fra før da har overlevet.
Genopbygningen begyndte i 1215. Ifølge en indskrift på hovedkirken betragtes brødrene Ivane og Zakhare for at være de bygherrer, der grundlagde Zakharjan-dynastiet, der herskede over Armenien i det 12. århundrede som vasaller af Georgiens konger. Midt i 13. århundrede kom klostret i den adelige familie Proschjans i besiddelse, der lagde deres begravelser der i grotten.
I 1679 blev klosteret hårdt beskadiget af et jordskælv. Det forblev øde og blev taget i brug igen af nogle munke fra Echmiadzin efter Ruslands erobring af Armenien. Først i det 20. århundrede blev det restaureret til turisme.

## Navn
Klosteret blev oprindeligt kaldt Ajrivank, hvilket betyder hulekloster. Fra det 13. århundrede attesterede navnet Geghardavank (armensk: Գեղարդավանք) betyder "Den Hellige Lanses kloster". Dette hentyder til en relikvie fra den hellige lanse som apostlen Thaddäus siges at have bragt ind i landet, og som blev opbevaret i klosteret. I dag er det i Ejmiatsin Katedralens Museum.

## Beskrivelse
Klosterkomplekset er lukket på syd- og østsiden af bygninger (13 på grundplanen). På den vestlige side grænser det op til en klippe, syd for den er hovedporten (14). En mindre indgang (15) er på østsiden. På sin højere nordside er klosteret beskyttet af en mur (12).
Hovedkirken, Kathogike (2) i klosteret er indviet til Vor Frue . Det er en østvendt korskirke med fire hjørnekapeller og en tambur med et telttag . Dens kvadratiske forhal (gavit) (3) er meget større end selve kirken. Fire massive søjler understøtter buerne, der opdeler gaviten i ni sektioner. Der er en lysåbning over den større centrale firkant.
Nord for hovedkirken og dens gavits er der andre kirker og gavits inde i klippen. En første stenkirke, kaldet Avazankirken, er tilgængelig fra det nordvestlige hjørne af forhallen. Den blev bygget i 1240 som en forlængelse af en hule, der indeholdt en kilde. Den har en næsten firkantet grundplan, hvor en firkant er indskrevet af søjler og buer. Kuppelen har en stalaktithvælving lånt fra islamisk arkitektur. I kirken findes vandbassinet (Avazan), hvor kildevandet, der betragtes som mirakuløst, opsamles.
Fra det nordøstlige hjørne af forhallen ankommer man til Zhamatoun, også kaldet Proschjankrypten, en slags gavit, der bruges til begravelse. Det blev hugget ind i klippen i 1283, ligesom Proschjanfamiliens klippekirke bag det. En trappe og en cirka 2 m bred og 10 m lang korridor fører fra kompleksets vestside til den øvre gavit, som også bruges til begravelse. Det blev bygget af prins Josch i 1288 som en krypt for sin kone over de andre hulrum. I det nordøstlige hjørne af klosteret er flere små klippekapeller, der kan nås via en trappe, udskåret i klippen.

## Fotos
- Hovedkirken Kathogike
- Sydportal
- Kirkens interiør
- Gavit
- Khachkar

- Avazan kirke
- Zhamatoun
- Proshyankirken
- Øvre Gavit
- Klippekapel

## Verdensarv
Klosteret blev på 24. Møde i Verdensarvskomiteen i 2000, udpeget som et kulturarvsted på listen over UNESCOs verdensarv under navnet Geghard Kloster i Upper Azat Valley Udpegningen blev blandt andet begrundet med: 
 Geghard-klosteret og den øvre Azat-dal indeholder et antal kirker og grave, hvoraf de fleste er udhugget i de tilstødende klipper, der illustrerer højdepunktet af armensk middelalderlig arkitektur. Komplekset af middelalderlige bygninger ligger ved indgangen til Azat-dalen i et landskab med stor naturlig skønhed. Høje klipper omgiver komplekset på nordsiden, mens den defensive mur omgiver resten. 
 Udnævnelsen blev foretaget på baggrund af kriterium (ii). 
 (ii): Geghard-klosteret, med sine bemærkelsesværdige stenhuggede kirker og grave, er et usædvanligt velbevaret og komplet eksempel på middelalderlig armensk klosterarkitektur og dekorativ kunst med mange innovative funktioner, med stor indflydelse på den efterfølgende udvikling i regionen. 
 Det beskyttede område på verdensarvsstedet har et areal på 2,7 hektar og omfatter klostrets område ned til floden. Det er omgivet af en bufferzone med et areal på 40 ha, der strækker sig på begge sider af floden.
Der er et UNESCO-partnerskab med Lorsch Kloster i Hessen.